# Haus zum Grünen Schild

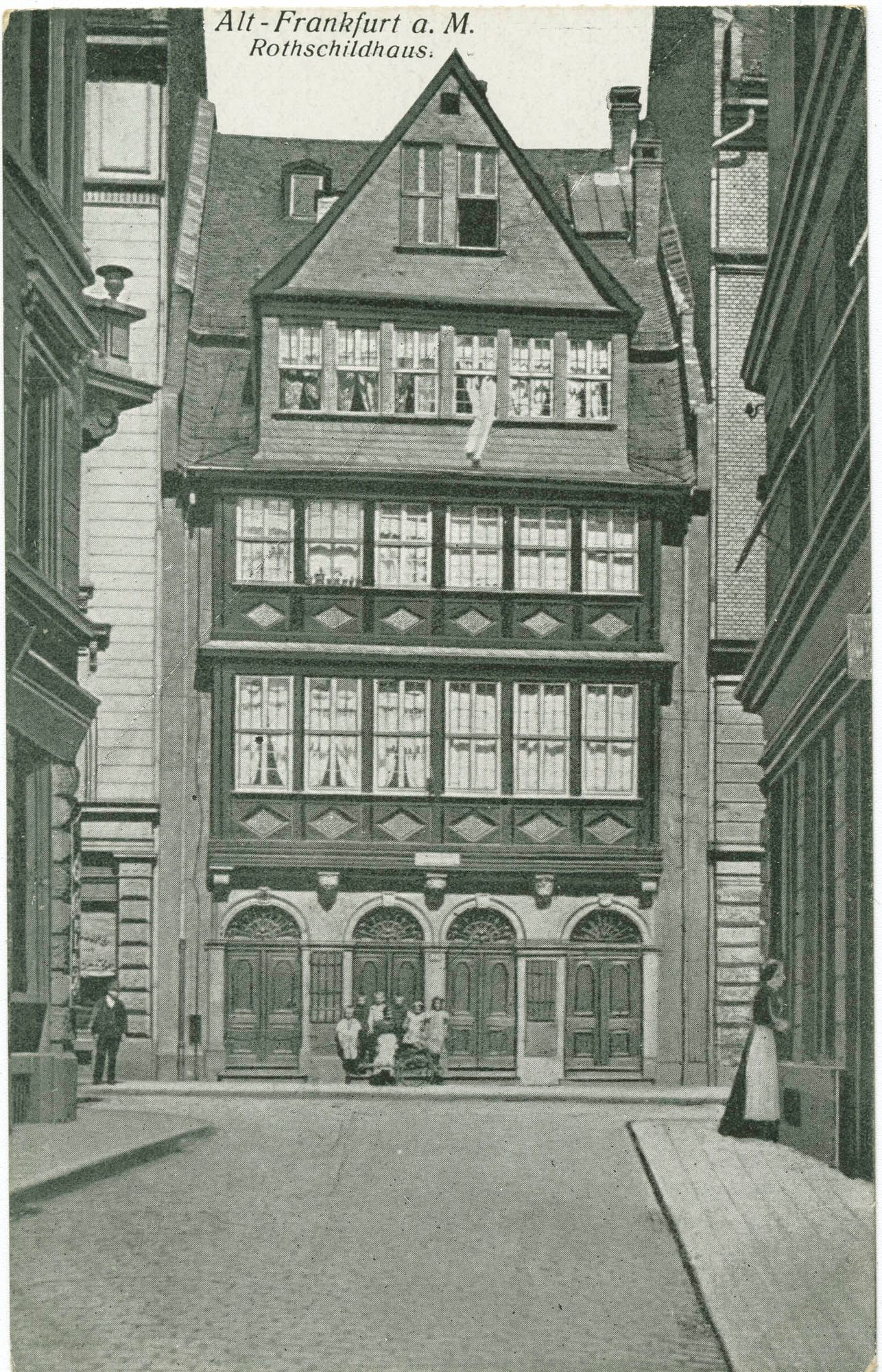
Das Haus zum Grünen Schild nach 1886

Das Haus zum Grünen Schild in der Judengasse 148 in Frankfurt am Main galt als der Stammsitz der Familie Rothschild, da dort ab 1784 oder 1786 Mayer Amschel Rothschild und seine Frau Gutle wohnten.

## Lage

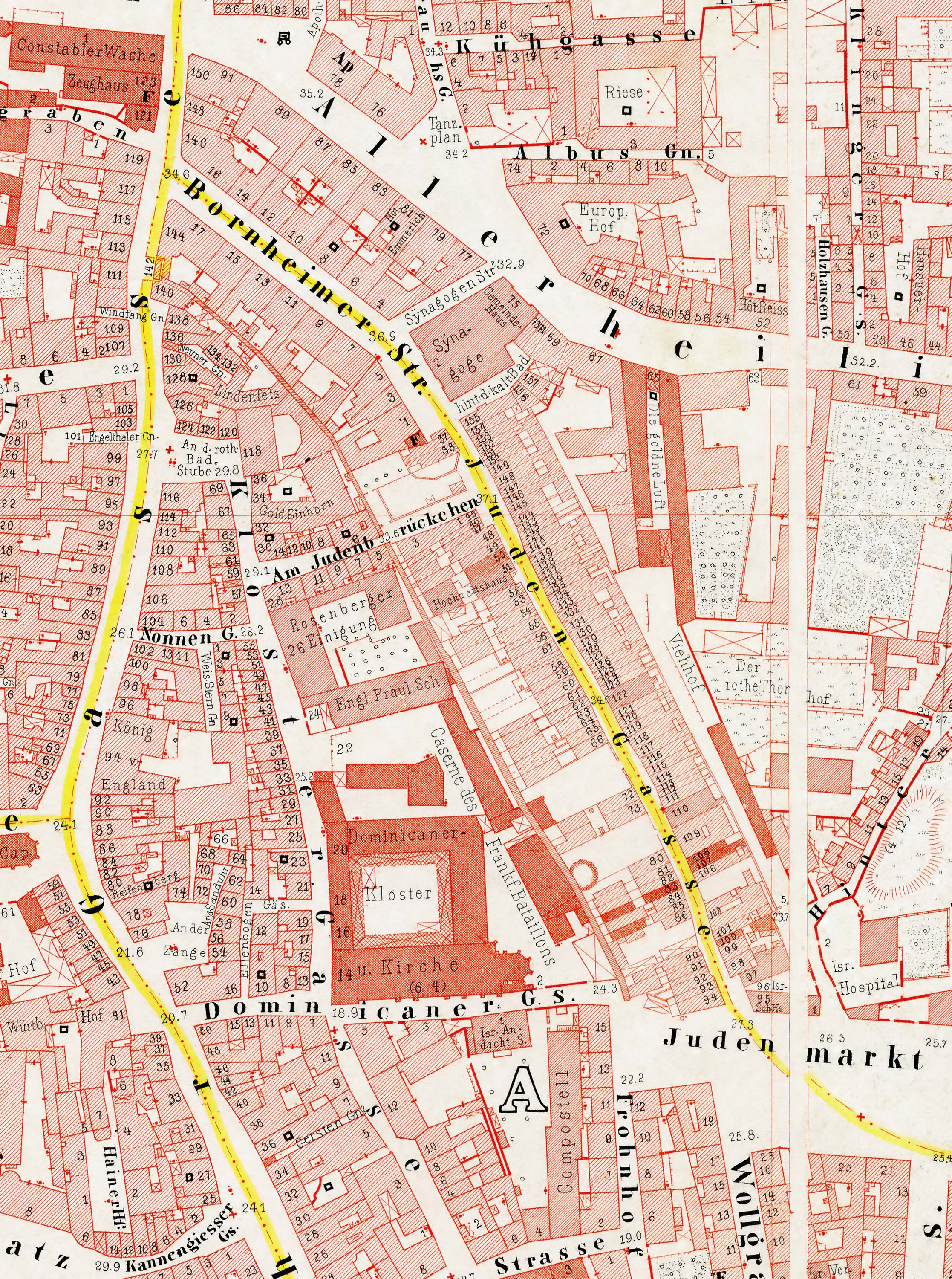
Die Judengasse, 1861

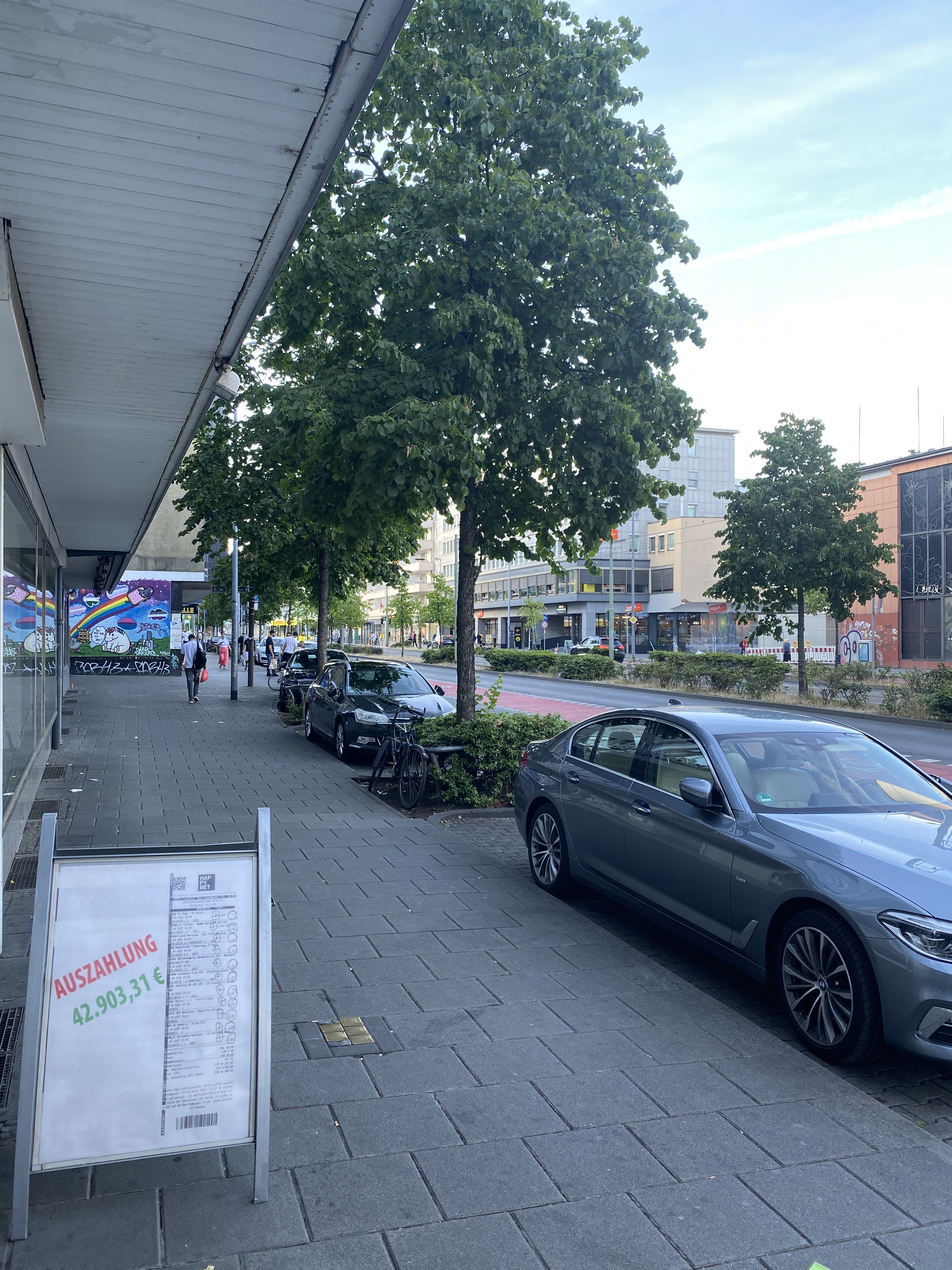
Heutige Situation am ehemaligen Standort des Hauses an der Kurt-Schumacher-Straße 33 mit Stolpersteinen für die Familie Zuntz. Die Fassade des Hauses befand sich ungefähr im Bereich des Autos im Vordergrund.

Das Haus zum Grünen Schild lag an der Ostseite der Judengasse, die ab 1885 Börnestraße hieß. Es war das achte Haus südlich der Synagoge, an deren breitester Stelle gegenüber der Einmündung der schmalen Gasse Am Judenbrückchen. Sie führte von der Predigergasse über den Wollgraben an der Staufenmauer zur Judengasse durch das mittlere der drei Tore, welche die Judengasse bis 1808 von der übrigen Stadt trennten, und war ursprünglich so schmal, dass die angrenzenden Häuser keine Türen oder Fenster zur Gasse hatten.

## Geschichte und Architektur
In der sehr dicht bebauten Frankfurter Judengasse galt das Haus zum Grünen Schild als eines der schönsten. Es wurde erstmals 1540 erwähnt und diente im Laufe der Zeit verschiedenen Familien als Wohnsitz. Beim Großen Judenbrand 1711 brannte es nieder, wurde aber umgehend wiedererrichtet.
Das Haus hatte eine Fassadenbreite von 4,70 Metern und war 13 Meter tief. Bei dem Gebäude handelte es sich im Prinzip um ein Doppelhaus. Die von der Judengasse aus gesehen rechte Hälfte des Hauses wurde „Die Arche“ genannt, da sich über dem Türbogen ein kleines, eingeschnitztes Schiff befand. Diese rechte Haushälfte gehörte in der zweiten Hälfte des 18. Jahrhunderts der angesehenen und vermögenden Familie Schiff, die im Haus ein Geld- und Wechselgeschäft betrieb.
Das Gebäude hatte vier Geschosse. Die Räume der oberen Stockwerke besaßen zur Straße hin je drei, dicht nebeneinander liegende Fenster. Diese Wohnräume waren so schmal, dass nur an den Seitenwänden Platz für Betten und Schränke war. Zu den Besonderheiten des Hauses zählte, dass sich im Erdgeschoss ein Brunnen mit einer eigenen Wasserpumpe befand. Eine weitere Besonderheit waren zwei Kellerräume – Keller waren in den Häusern der Judengasse selten. Der Gewölbekeller unter dem Haus war über eine Falltür im Kontor zugänglich. Der zweite Keller lag unter dem Hof. Sein Zugang führte durch einen Geheimgang, der in einem Winkel des Gebäudekellers ausgespart war und über eine verdeckte Tür unter dem Treppenaufgang betreten werden konnte. Der Keller unter dem Hof war mit demjenigen des Nachbarhauses verbunden, der gleichfalls über einen Geheimgang verfügte, so dass man bei Gefahr unerkannt zwischen den Häusern wechseln konnte.
Ab 1783 wurde das Haus zum Grünen Schild in zwei Transaktionen von Mayer Amschel Rothschild erworben. Er zahlte dafür 11.000 Gulden; ein Preis, der deutlich über demjenigen vergleichbarer Häuser außerhalb der Judengasse lag. Als Jude war es Rothschild jedoch nicht möglich, ein Haus oder Grundstück außerhalb der Judengasse zu erwerben. In der Zeit, in der Mayer Amschel Rothschild dort geschäftlich tätig war, betrat man das Haus von der Straße durch einen kleinen Vorraum. Vom Vorraum ging eine Tür ab, die in den kleinen zweifenstrigen Raum führte, der Mayer Amschel Rothschild und seiner Frau als Schlafzimmer diente. Die Geschäftsräume befanden sich im Hof. Mayer Amschel Rothschild verstarb 1812, wenige Jahre bevor das Haus M. A. Rothschild & Söhne zu einem der erfolgreichsten Bankhäuser Europas wurde. 1813 verlegte sein Sohn Amschel Mayer den Sitz des Bankhauses in einen klassizistischen Neubau in der Fahrgasse. Gutle Rothschild bewohnte das Haus zum Grünen Schild bis zu ihrem Tod im Jahre 1849, obwohl ihre Kinder ihr mehrfach andere Wohnmöglichkeiten anboten.
Nach Gutles Tod diente das Haus der 1849 eingerichteten Freiherrlich Amschel Meyer von Rothschild’schen Stiftung für die armen Israeliten der Stadt Frankfurt am Main. Diese Stiftung erhielt den Auftrag, das Stammhaus zu erhalten und für wohltätige Zwecke zu nutzen. Daneben wurde das Haus als Museum der Familie Rothschild genutzt. Als einziges Gebäude überstand es deshalb den Abriss der Judengasse Ende des 19. Jahrhunderts. 1886 erwarb die Stiftung den Grund und Boden von der Stadt und ließ das Doppelhaus durch Franz von Hoven grundlegend renovieren. Dabei änderte sich auch die frühere Kubatur: Es wurde etwas verbreitert, um anstelle der ursprünglichen Seitenwände aus Fachwerk massive steinerne Brandmauern zu errichten; die Fassade wurde um etwa 1,30 Meter zurückversetzt in die Straßenflucht der neuen Börnegasse, die deutlich breiter als die alte Judengasse wurde. Die zur Straße gelegenen Zimmer wurden entsprechend kleiner als vorher. Für die neue Fassade wurden die alten, verzierten Fachwerkbalken so weit wie möglich wiederverwendet, ebenso die steinernen Bauelemente und die schmiedeeisernen Fenstergitter des Erdgeschosses.
Das Haus stand bis zum Zweiten Weltkrieg. Es wurde 1943 bei einem der britischen Luftangriffe auf Frankfurt am Main zerstört.